# Condrița, Chișinău

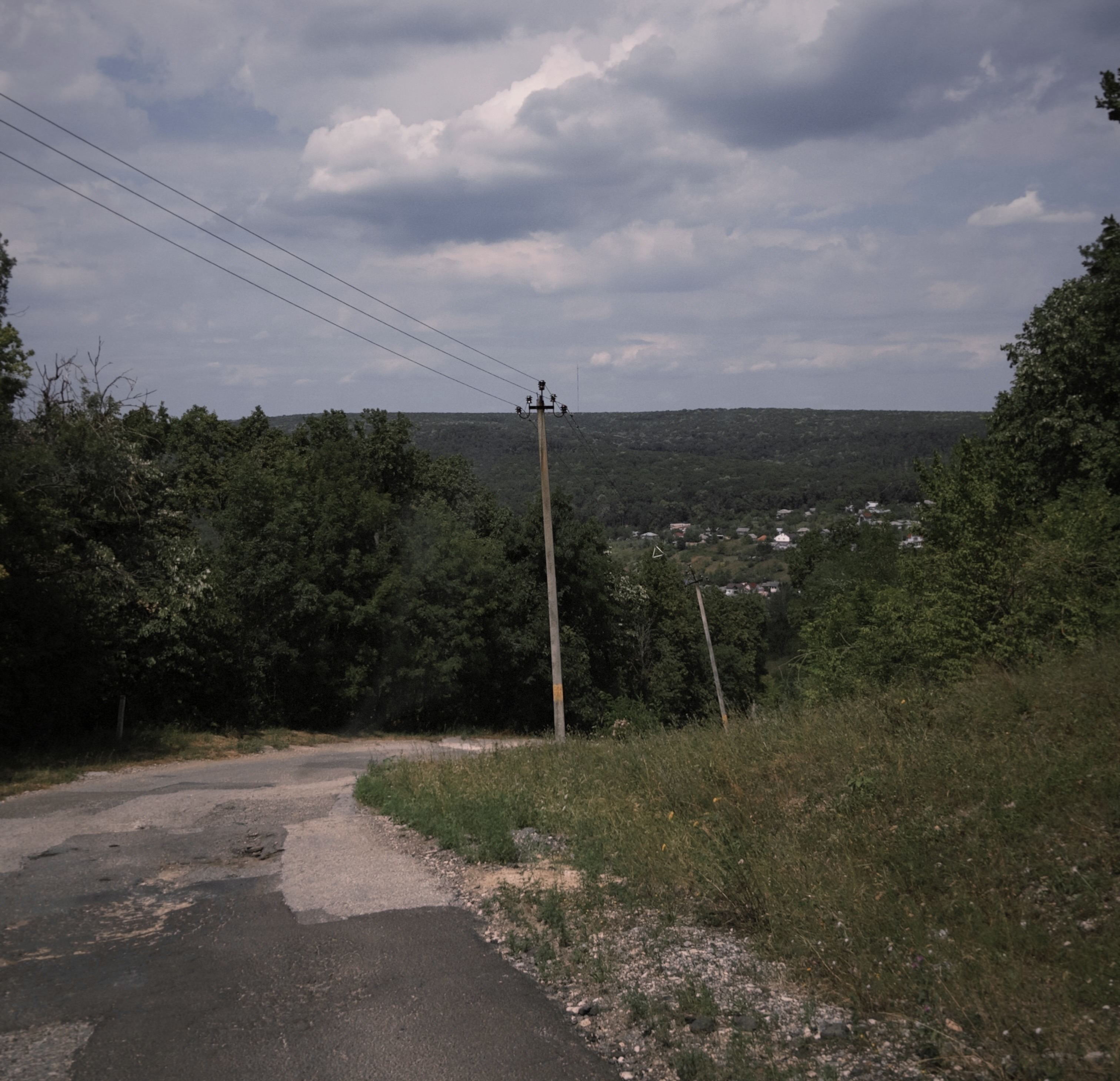
Întrarea în satul Condrița de pe șoseaua M1.

Condrița este un sat din municipiul Chișinău, Republica Moldova.
Mănăstirea Sfântul Nicolae Condrița este o mănăstire ortodoxă de călugări, fondată în secolul al XVIII-lea. Deși uneori se susține că întemeierea sa datează încă din 1616, cele mai vechi dovezi documentare sugerează o fundație în jurul anului 1783.
Zona cuprinde chilii monahale și două biserici, una cu hramul Sfântului Nicolae, cealaltă (care include o mare criptă) Adormirea Maicii Domnului. Dependentă inițial de mănăstirea Căpriana ca casă-mamă, și-a câștigat independența în 1918. A fost închisă în epoca comunistă, dar a fost redeschisă în 1993.
Între Condrița și Malcoci este amplasat un sector-etalon de pădure, rezervație naturală silvică.

## Demografie

### Structura etnică
Structura etnică a localității conform recensământului populației din 2004:
| Grup etnic                                               | Populație | % Procentaj   |
| -------------------------------------------------------- | --------- | ------------- |
| Băștinași declarați Moldoveni Băștinași declarați Români | 559 90    | 84,95% 13,68% |
| Ruși                                                     | 4         | 0,61%         |
| Ucraineni                                                | 3         | 0,46%         |
| Bulgari                                                  | 1         | 0,15%         |
| Polonezi                                                 | 1         | 0,15%         |
| Total                                                    | 658       |               |

## Administrație și politică
Componența Consiliului local Condrița (9 consilieri), ales la 5 noiembrie 2023, este următoarea:
|  | Partid                                       | Consilieri | Componență | Componență | Componență | Componență | Componență |
|  | -------------------------------------------- | ---------- | ---------- | ---------- | ---------- | ---------- | ---------- |
|  | Partidul Liberal Democrat din Moldova        | 5          |            |            |            |            |            |
|  | Mișcarea Profesioniștilor „Speranța-Nadejda” | 3          |            |            |            |            |            |
|  | Partidul Acțiune și Solidaritate             | 1          |            |            |            |            |            |

## Galerie de imagini

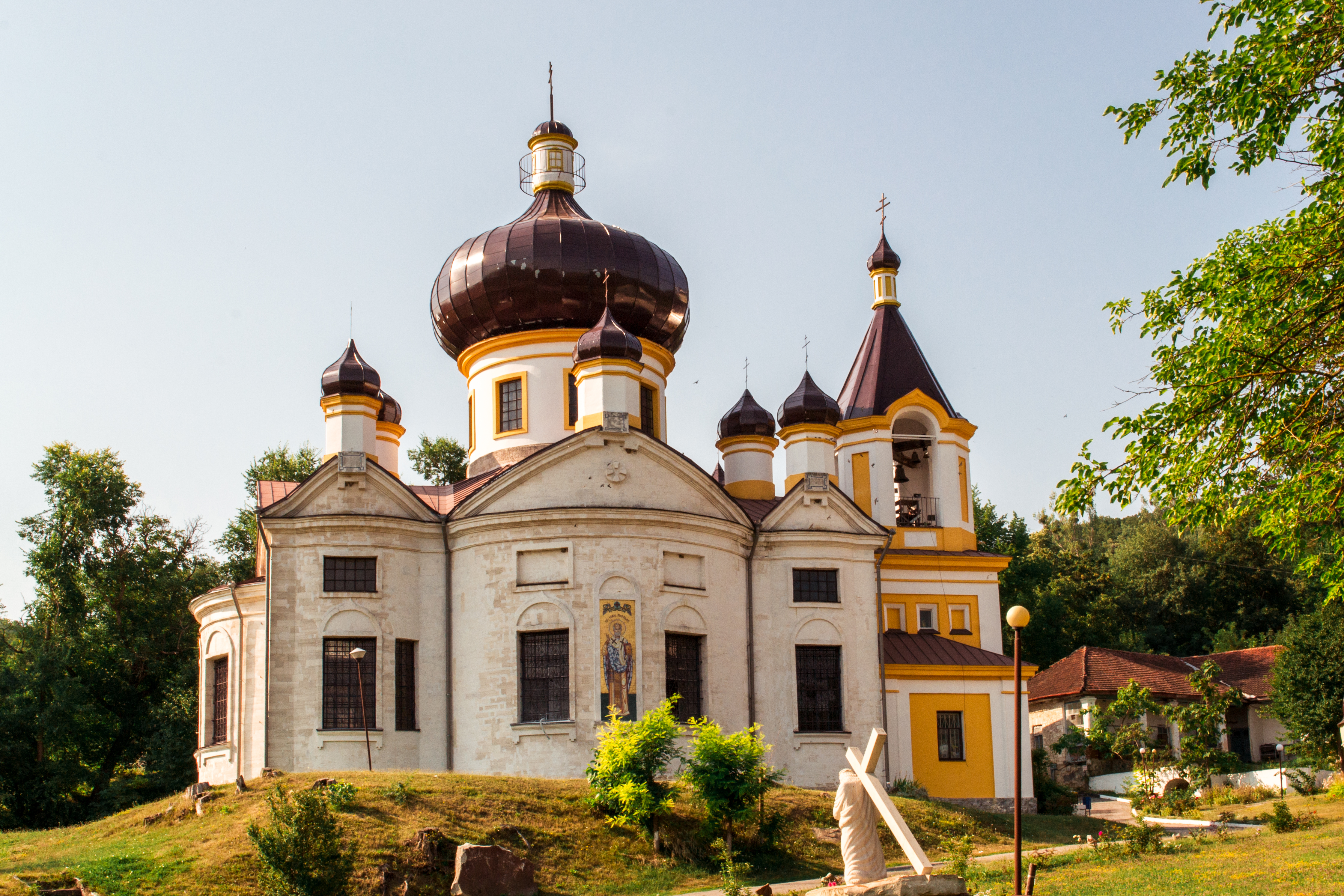
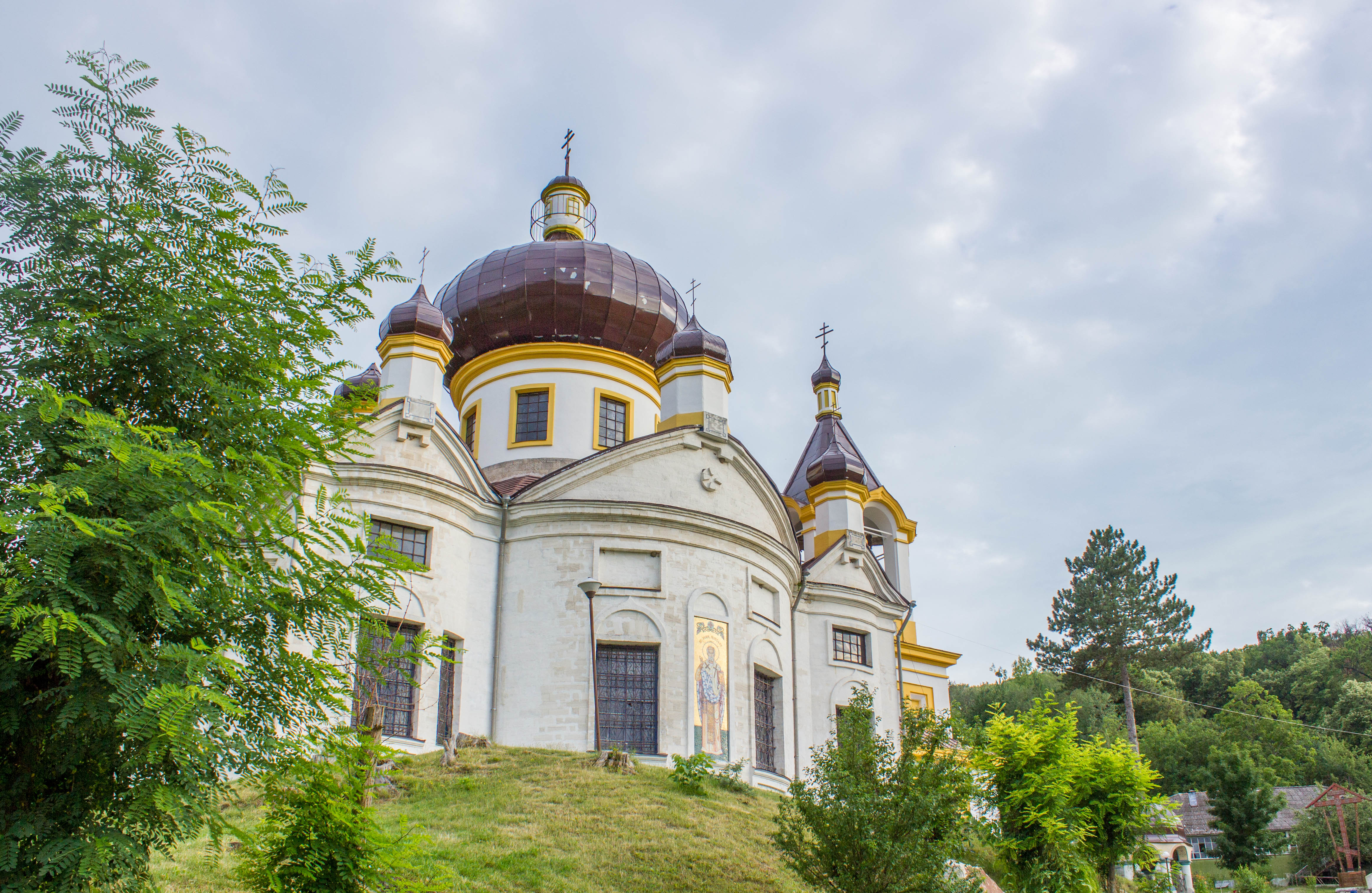
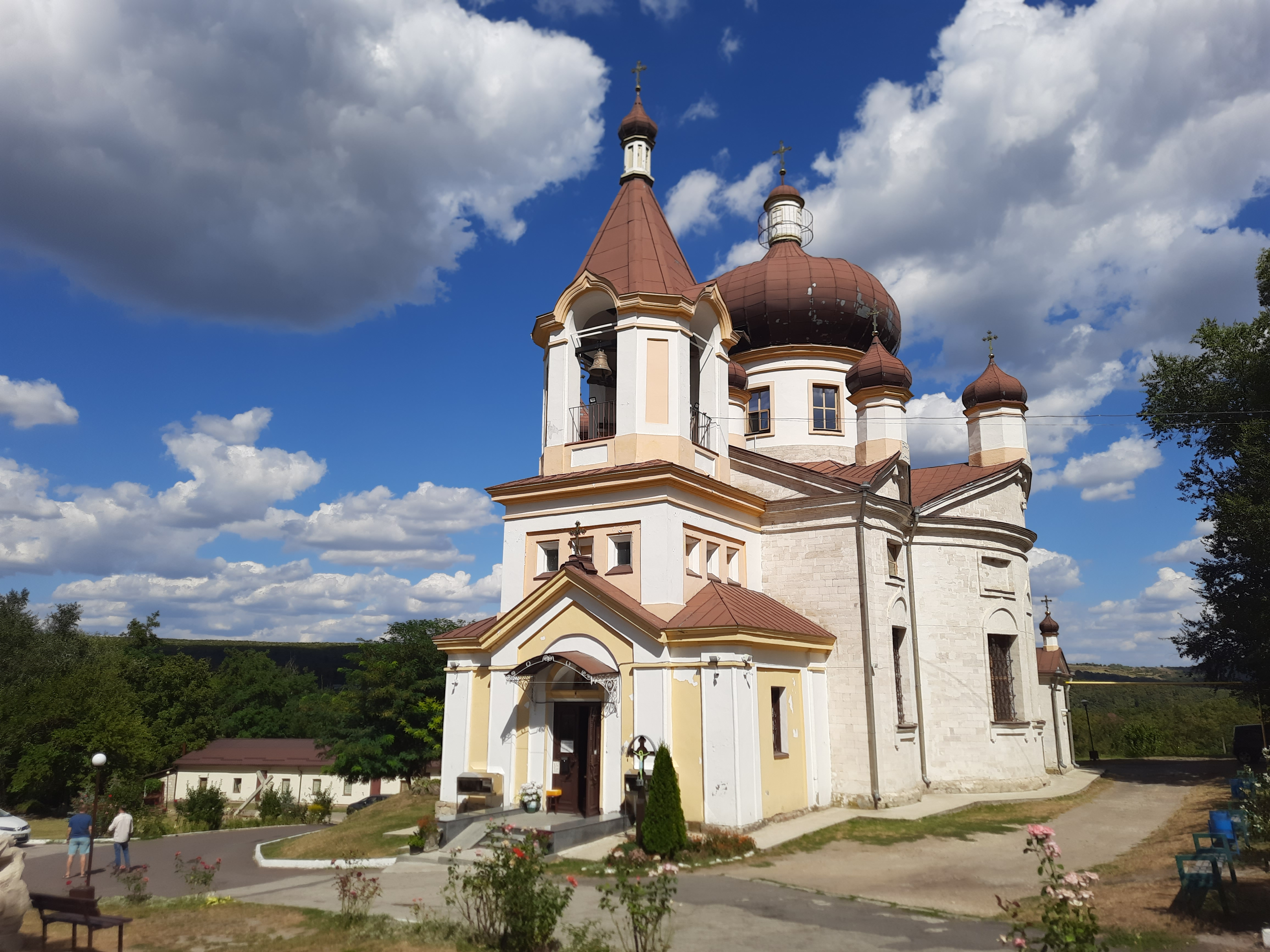
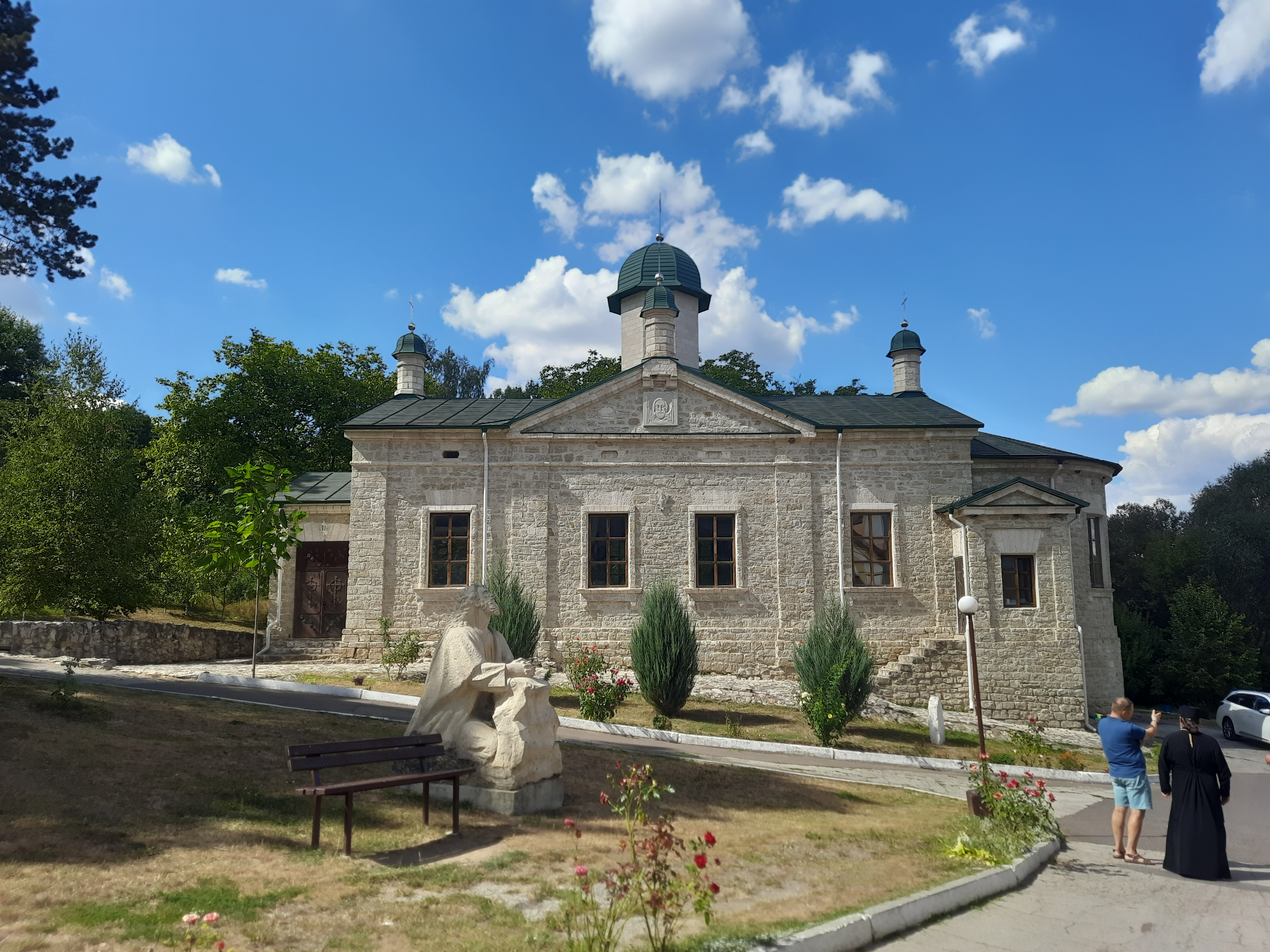
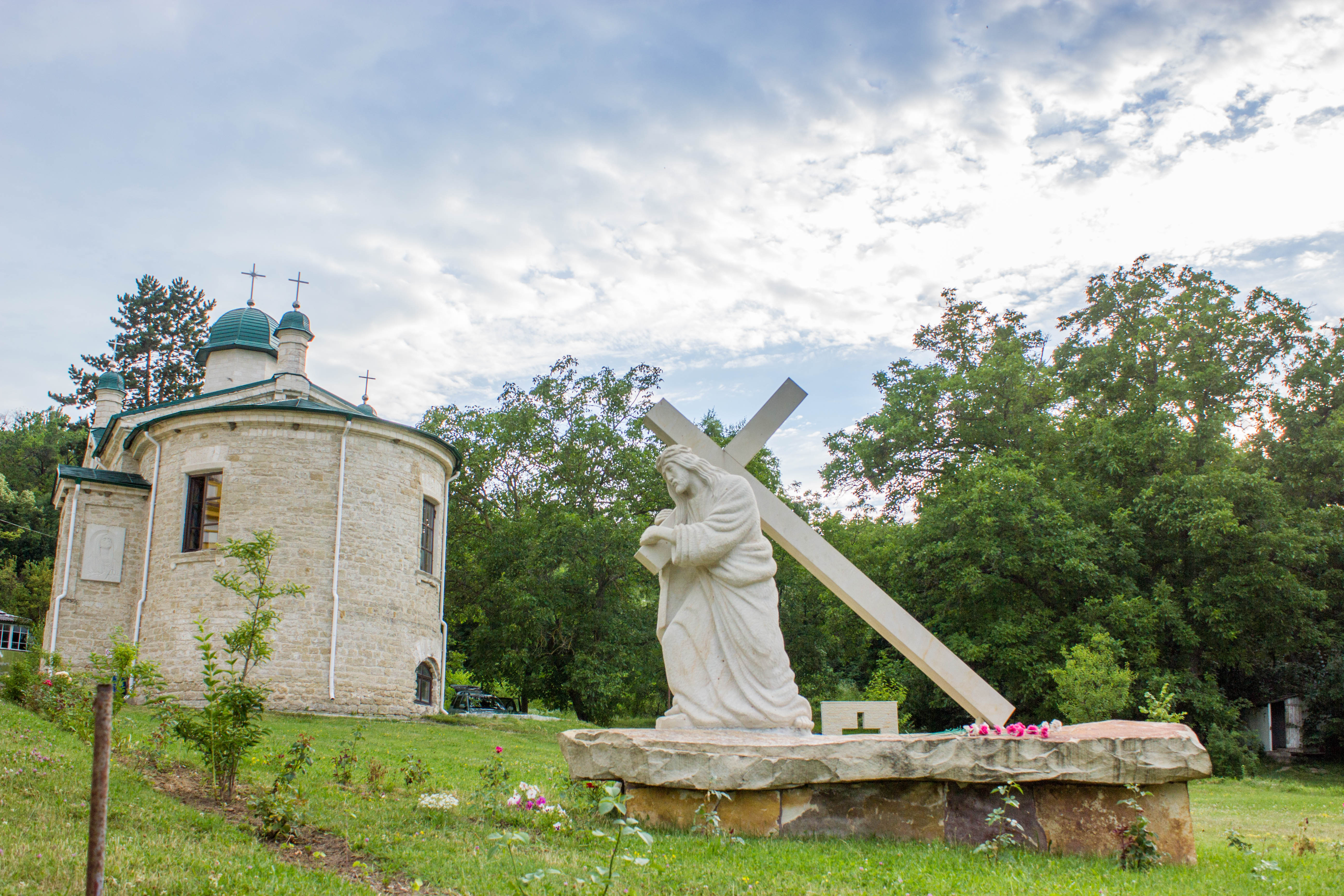
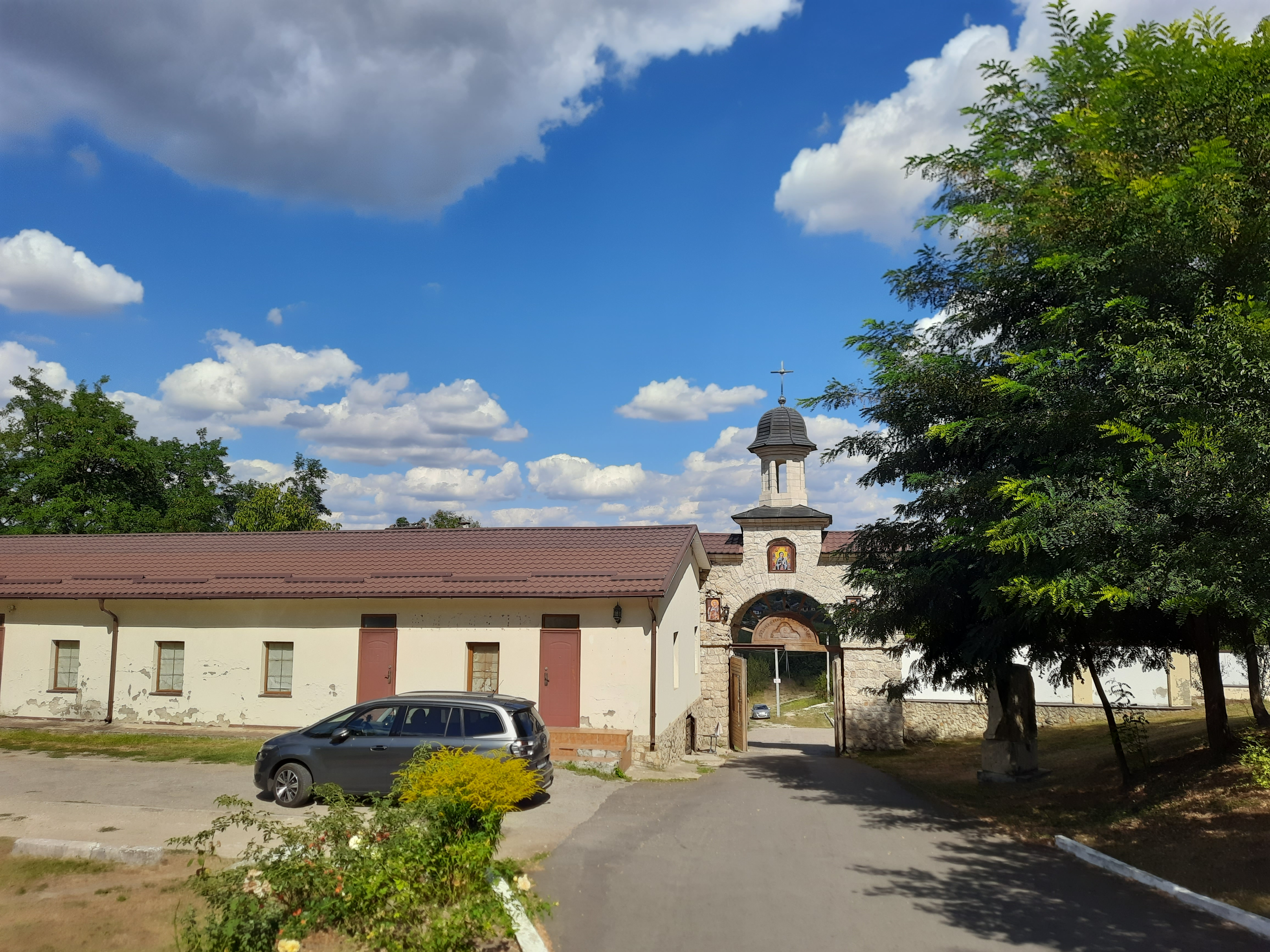

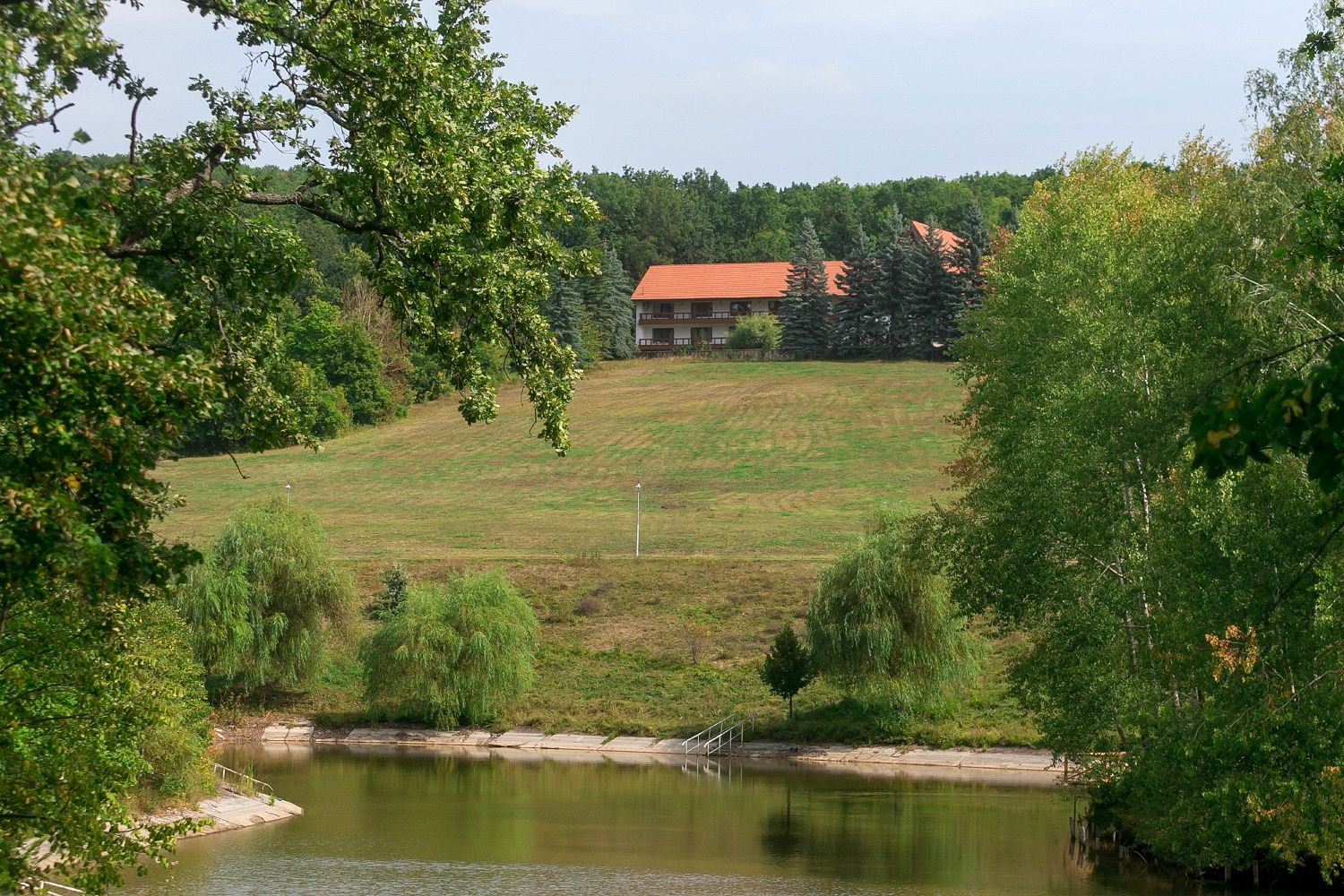
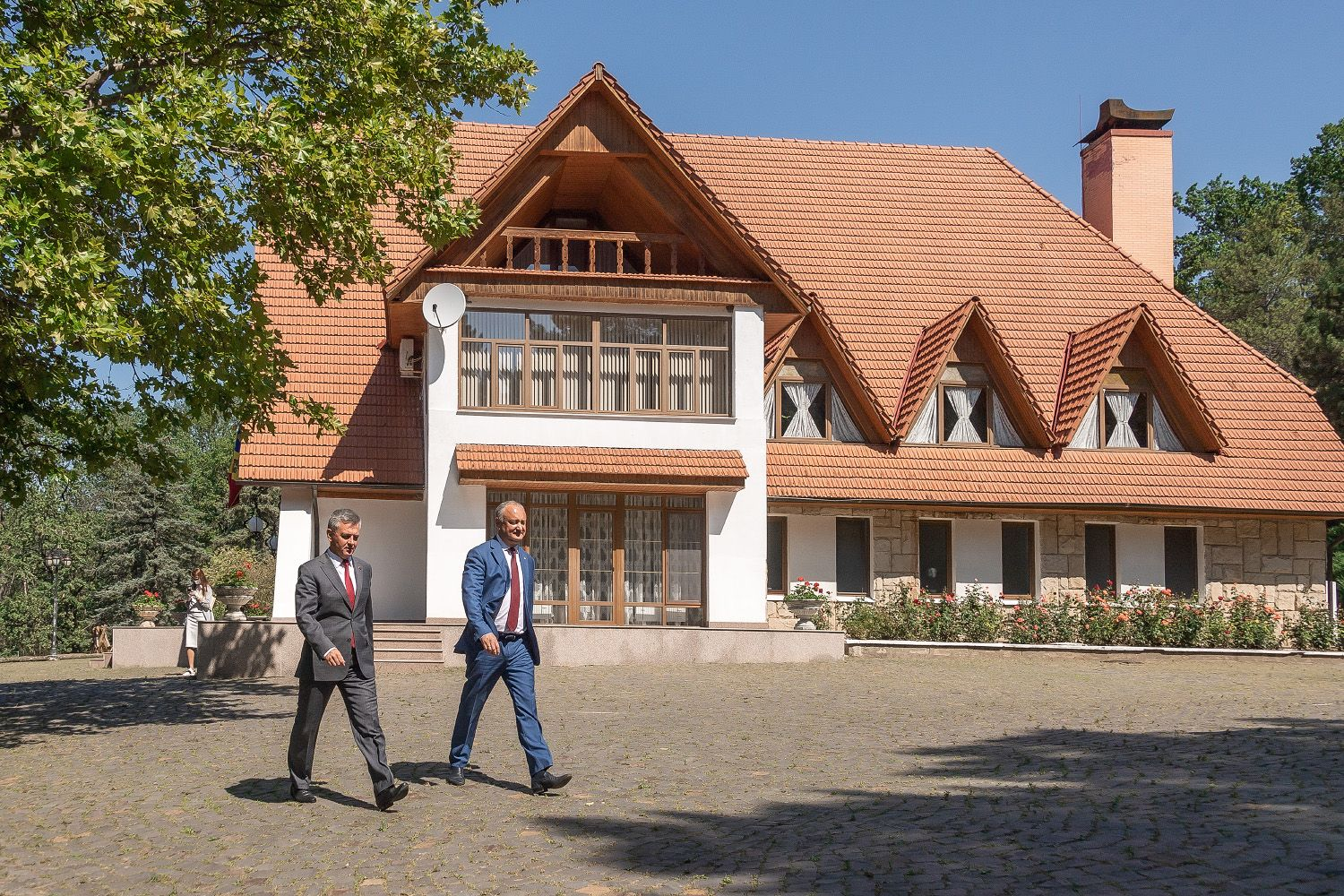

Mănăstirea „Sfântul Ierarh Nicolae” din localitate.
Reședința prezidențială de lângă Condrița.
Natura adiacentă

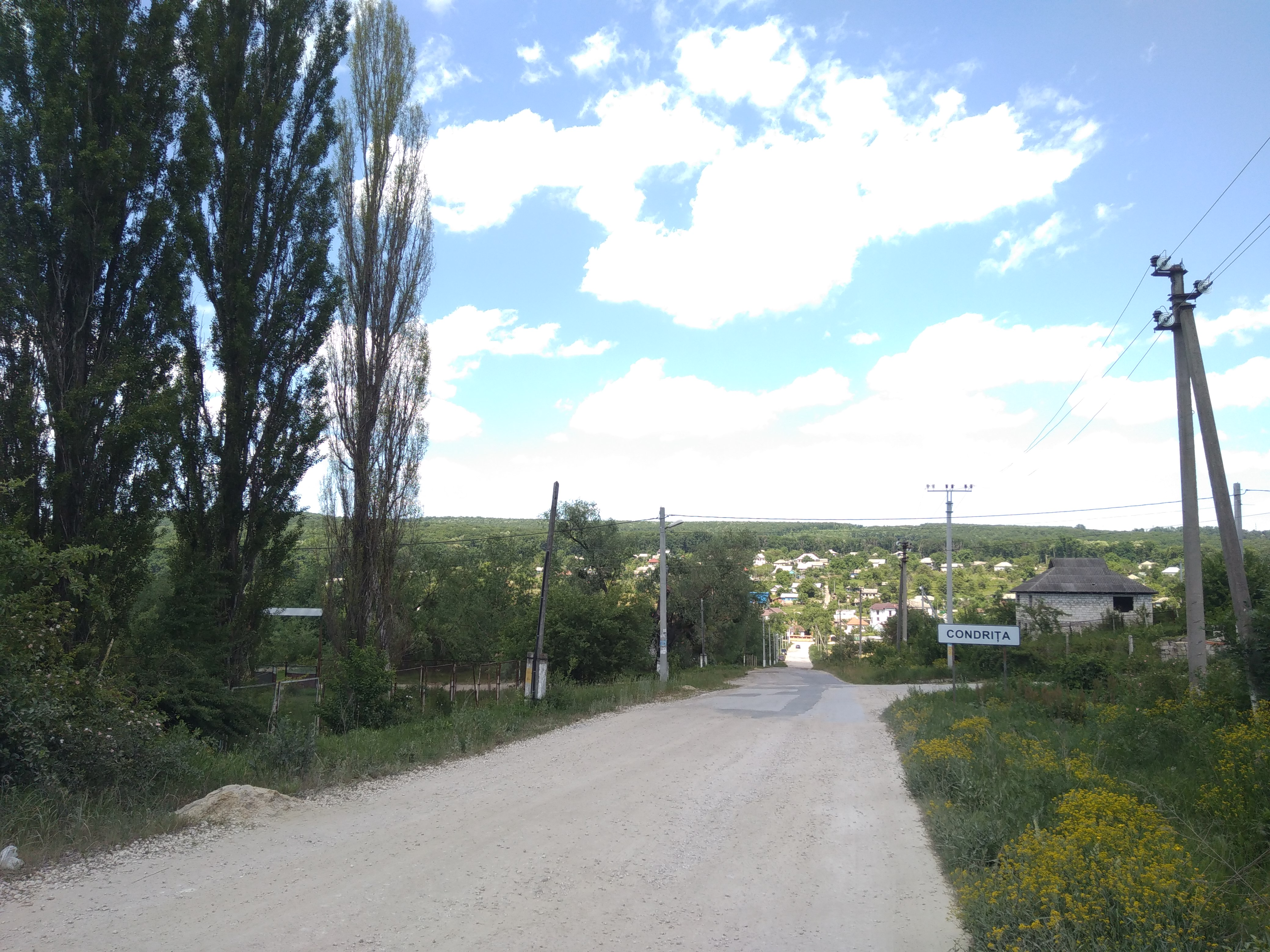
Intrarea în localitate.
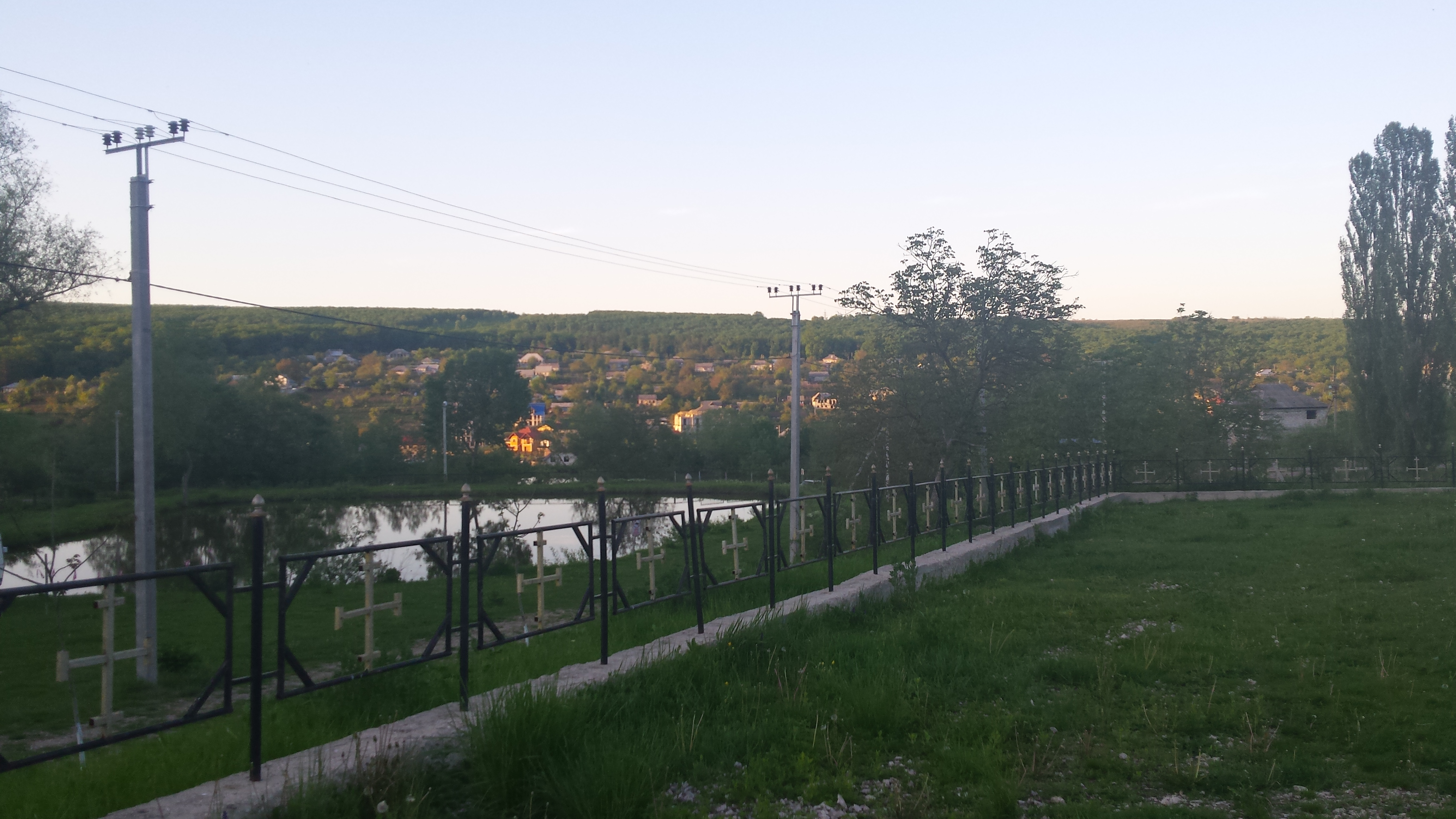
Vedere din curtea mănăstirii.
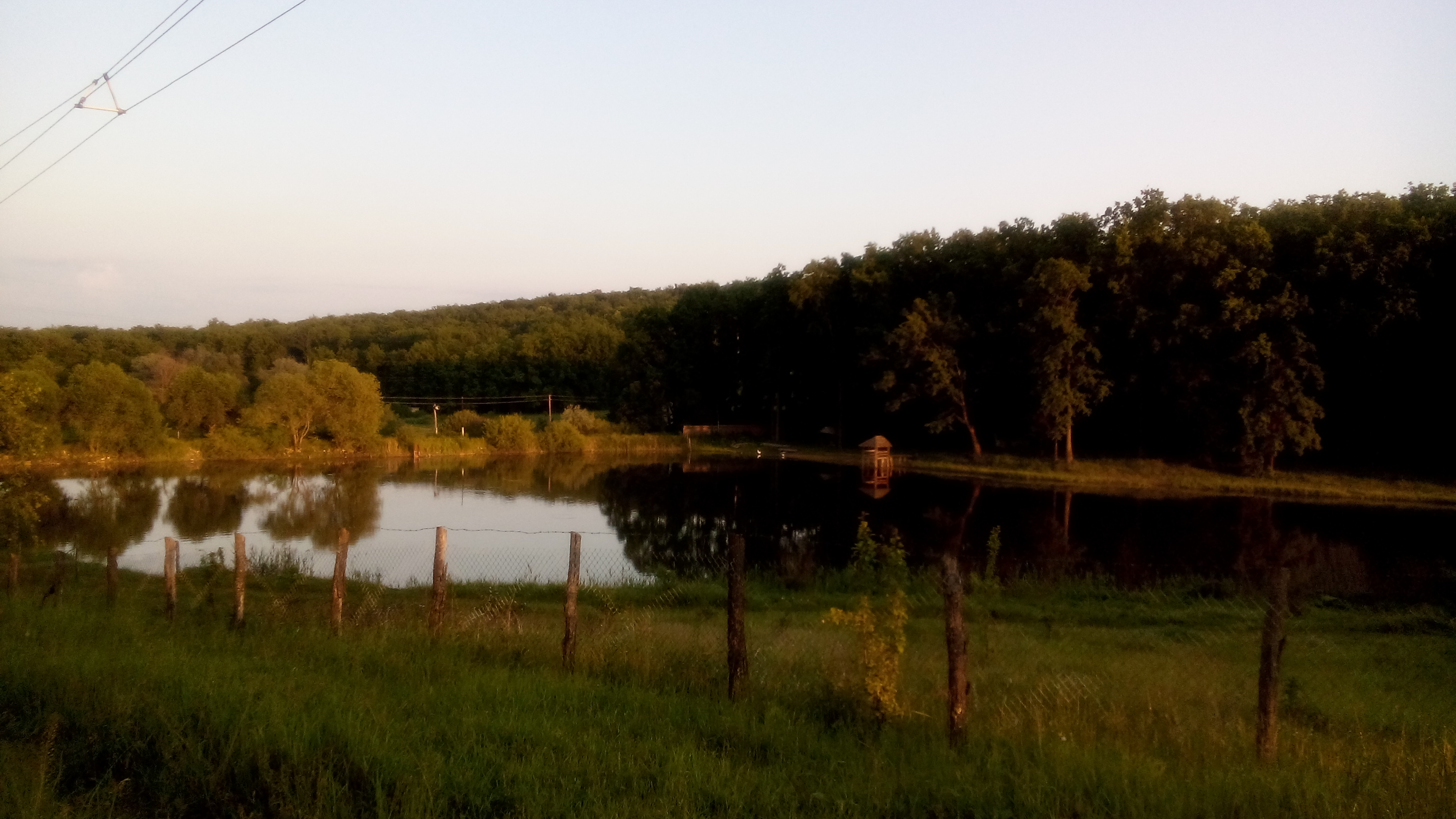
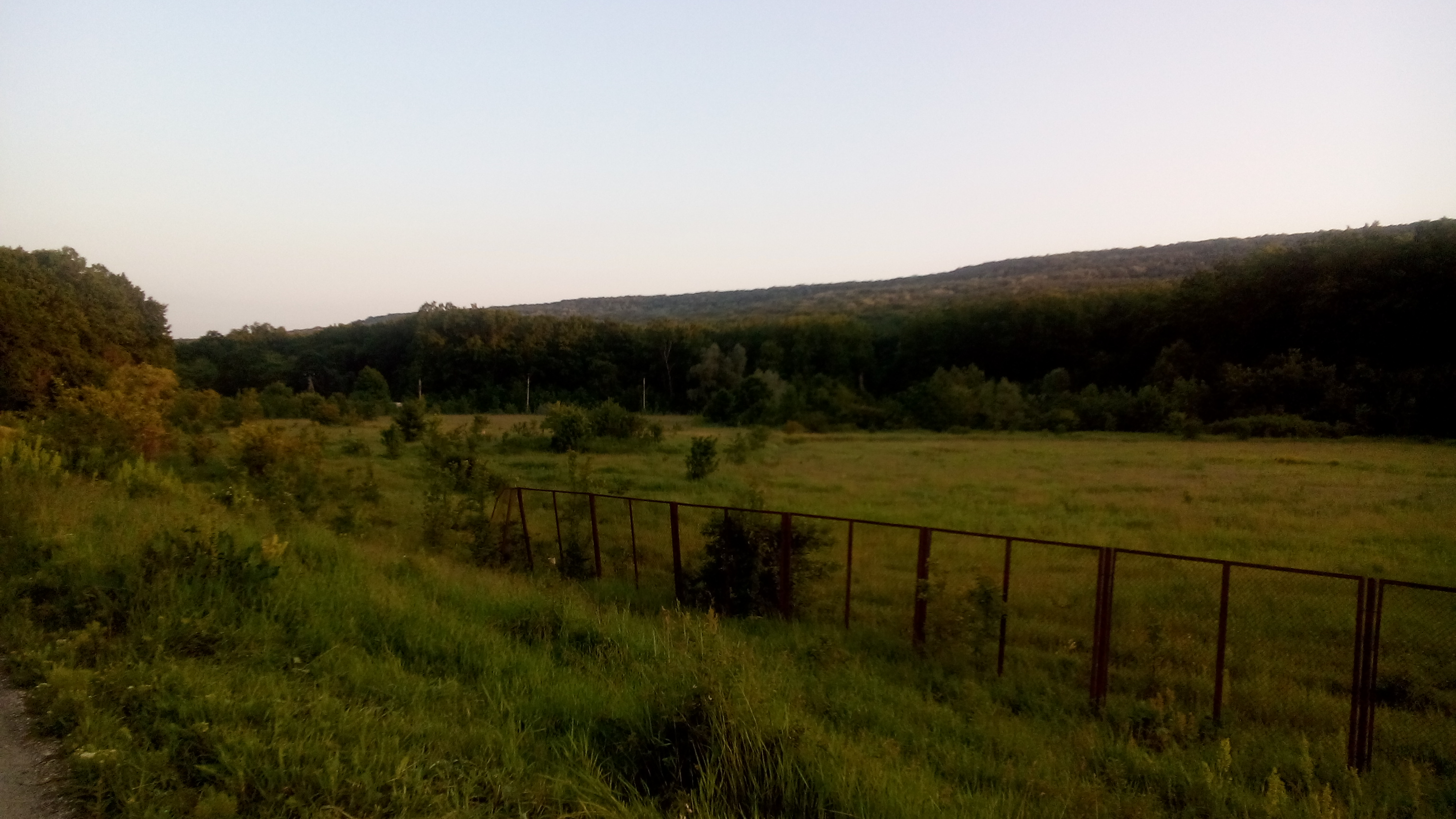
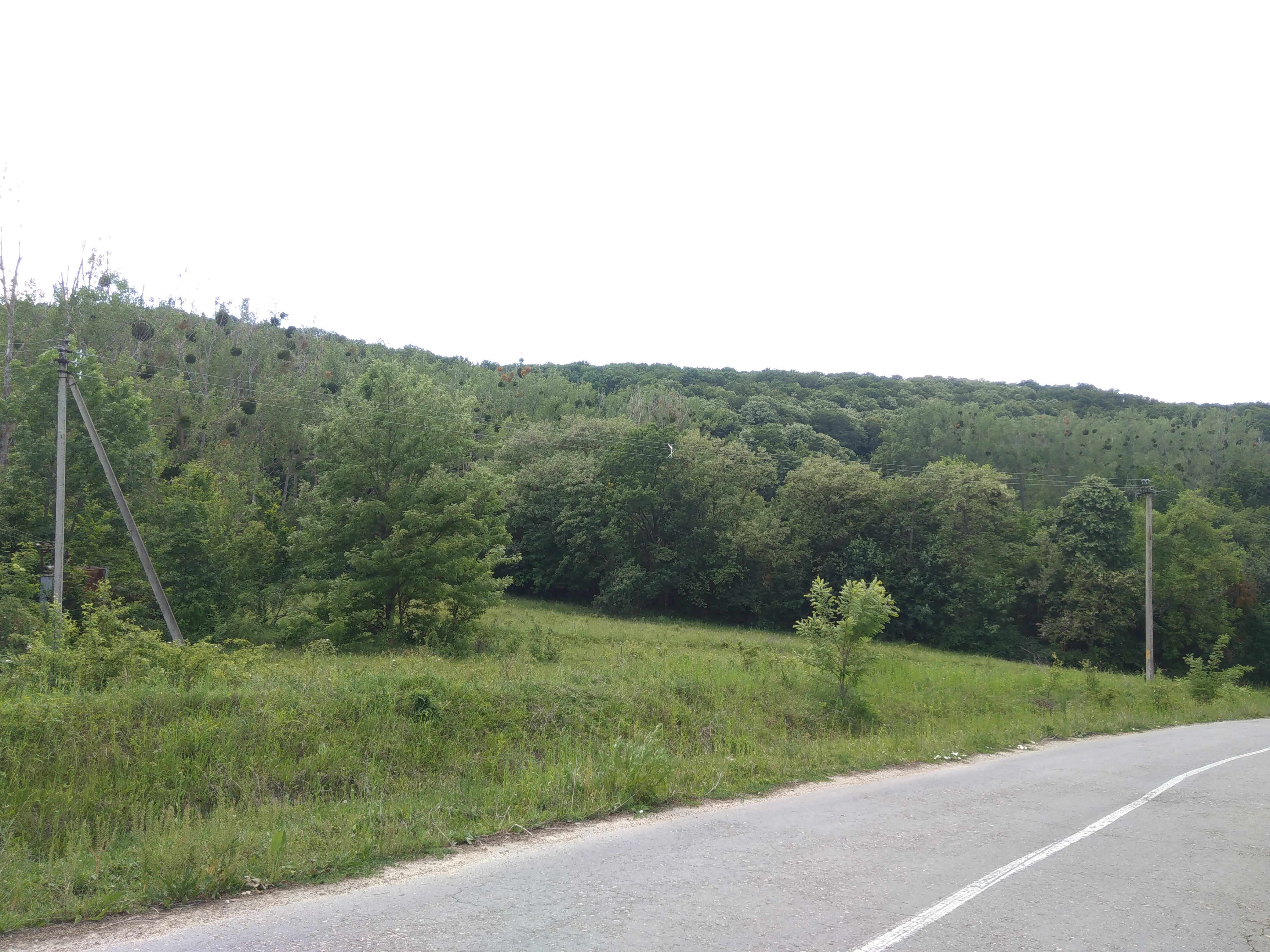
Codrul lângă localitate.